# Diacon

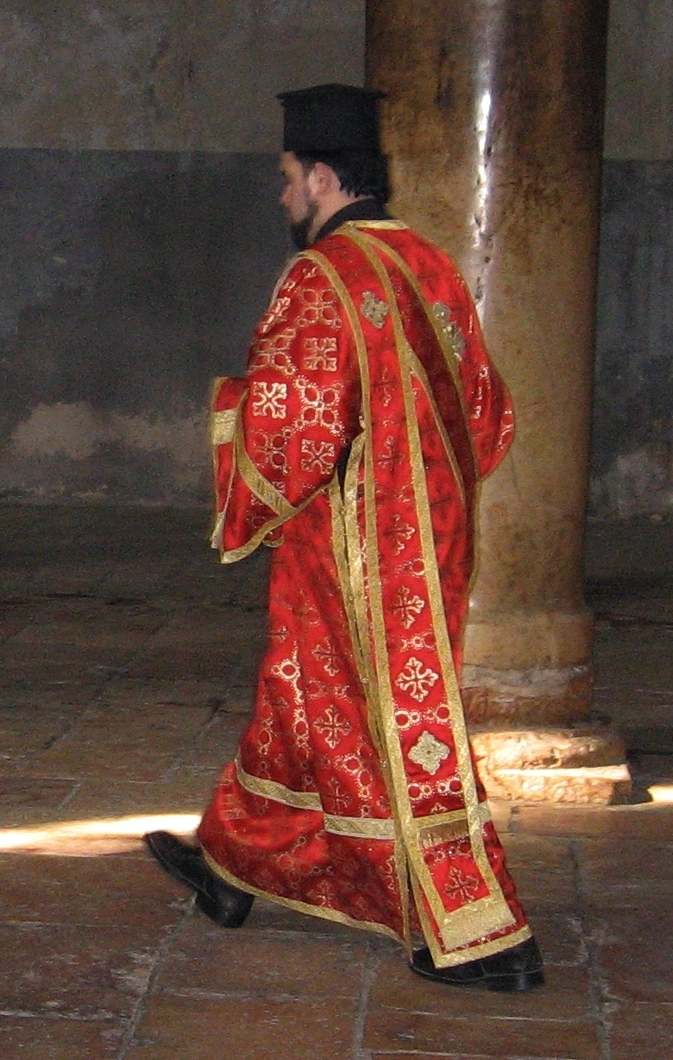
Diacon grec, îmbrăcat în stihar

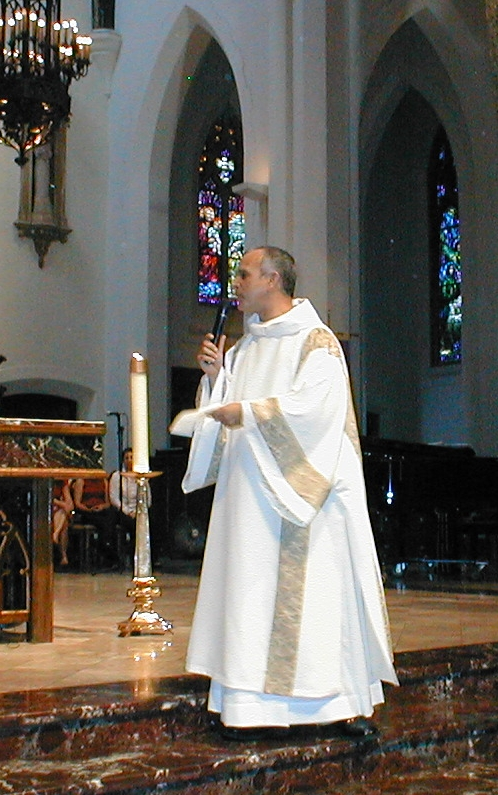
Diacon latin, cu dalmatica peste stihar

Diacon ("servitor"; din greacă - διακονος, diakonos; latină - diaconus) este un membru al clerului hirotonit în prima treaptă a ierarhiei bisericești.

## Diaconul în Biserica Latină
În Biserica Latină există două categorii de diaconi:
- tranzitorii
- permanenți

Diaconii tranzitorii sunt, de obicei, seminariștii care se găsesc la sfârșitul perioadei de studii teologice. Se numesc astfel pentru că, pentru ei, este o stare intermediară către preoție.
Diaconii permanenți sunt cei care se dedică pentru toată viața slujirii credincioșilor în forma proprie statului de viață. De obicei sunt oameni căsătoriți, cu un bun comportament creștin care doresc să trăiască în slujirea aproapelui. Candidatul la diaconatul permanent trebuie să aibă cel puțin 25 de ani împliniți.
Pentru a sfinți diacon permanent un om căsătorit, este necesar consimțământul scris al soției. Un diacon permanent care rămâne văduv, nu se poate recăsători, însă poate fi hirotonit preot.
Celibul care se sfințește diacon nu se mai poate căsători.
Diaconatul permanent are rădăcini biblice, fiind prezentat în Noul Testament ca o instituție apostolică (Fapte 6,1-6). Primii șapte diaconi au fost: Ștefan, Filip, Prohor, Nicanor, Timon, Parmena, Nicolae. În 1 Timotei 3,8-13 se prezintă calitățile unui diacon.
Pot primi hirotonirea diaconală numai bărbații botezați și miruiți. Taina conferă un caracter spiritual permanent și de aceea nu poate fi repetată și nici conferită pentru un timp limitat. Un diacon poate fi eliberat din obligațiile sau funcțiile legate de sințire, sau poate fi chiar oprit să le exercite, însă nu poate redeveni laic, deoarece caracterul primit este de neșters (în latină indelibilis).
Pentru a primi diaconatul se cere în prealabil, în Biserica Latină, minim un an de exercițiu ca acolit și lector.
Candidatul la diaconatul permanent trebuie să aibă minim 25 de ani împliniți pentru cei celibi și 35 de ani împliniți pentru cei căsătoriți. Vârsta maximă nu depășește, de obicei 60 de ani.

### Funcțiile diaconului
Funcția diaconului este aceea de a asista și ajuta episcopul și, cu mandatul episcopului, poate ajuta și preoții. În celebrările de orice fel stă mereu la dreapta celui care prezidează.
Proclamă Evanghelia și asistă la altar, propune Rugăciunea Credincioșilor, distribuie Euharistia în cadrul Sfintei Liturghii, administrează Sacramentul Euharistiei celor bolnavi (viaticul), binecuvântează persoane, locuri și obiecte.
Animează comunitatea creștină și exercită și alte servicii cerute de caritate.
În lipsa altor miniștri liturgici poate administra Sacramentul Botezului și Sacramentul Căsătoriei, poate administra o parohie, poate comenta lecturile la Sfânta Liturghie (poate predica). Poate prezida funeraliile și alte funcții liturgice, în afara Liturghiei Euharistice.

### Veșmintele proprii
Veșmintele proprii diaconului sunt alba (stiharul) și stola pusă în diagonală, de pe umărul stâng până la înălțimea centurii pe șoldul drept. În cazul celebrărilor solemne se folosește și dalmatica.